# 100 дни, за да се влюбите
„100 дни, за да се влюбите“ (на испански: 100 días para enamorarnos) е американска теленовела, произведена и излъчена от Telemundo от 28 април 2020 г.

## Сюжет
Историята се върти около двама добри приятели, Констанца Франко, много изтънчен и успешен адвокат, освен майка и съпруга; и на Ремедиос Ривера, в обувките на Мариана Тревиньо, също любяща майка и съпруга, но който за разлика от приятеля си е свободен дух, който не може да поддържа живота си в ред. И двете жени решават да прекратят 20-годишен брак със съответните си съпрузи. Животът на Ремедиос е сложен, когато тя решава да се раздели със сегашния си съпруг и първата ѝ любов се появява отново. Междувременно Констанца се съгласява със съпруга си да направи 100-дневна почивка. След като изтекат 100-те дни, те ще трябва да решат дали да запазят брака или не.

## Актьори
- Илзе Салас – Констанца Франко
- Мариана Тревиньо – Ремедиос Ривера
- Ерик Елиас – Плутарко Куеста
- Давид Чокаро – Емилиано Леон
- Силвия Саенс – Химена Соса
- София Лама – Аврора Виляреал
- Хектор Суарес Гомис – Луис Касас
- Андрес Алмейда – Макс Бариос
- Мануел Балби – Фернандо Барозу
- Лукас Веласкес – Пабло Франко
- Даниела Баскопе – Изабел Моралес
- Макарена Гарсия – Алехандра Ривера
- Хабиани Понсе де Леон – Даниел Куеста
- Габриел Тарантини – Бенджамин Флорес
- Фернанда Урдапилета – Лусия Сандовал Бланко
- Шерил Рубио – Мариана Веларде
- Макария – Моника Франко
- Едуардо Ибаррола – Педро Франко
- Шаула Вега – Марлене Бланко
- Беатрис Монрой – Вики Медина
- Тамара Агилар – Тереза „Тере“ Медина
- Изабела Сиера – Сузана Касас Соса
- Гаел Санчес – Марин Куеста
- Андрес Пирела – Николас „Нико“ Касас Виляреал
- Умберто Зурита – Рамиро Ривера

## Премиера
Премиерата на 100 дни, за да се влюбите е на 28 април 2020 г. по Телемундо.

## Версии
- 100 дни, за да се влюбите, аржентинска теленовела от 2018 г. оригинална история от Себастиан Ортега, с участието на Карла Питърсън, Нанси Дупла, Лучано Кастро и Хуан Минужин.